# Alphonse Magniez
Alphonse Magniez, fallecido en octubre de 1931 en Maine-et-Loire fue un capitán católico del ejército francés al comienzo del siglo XX, en rebelión contra la Ley francesa de separación de la Iglesia y el Estado de 1905.

## Biographie
Fue el autor de libros antiprotestante.

## Obras
- Répliques du bon sens aux attaques et objections modernes contre la Religion, Maison de la Bonne Presse, 1907.
- Les Saints Évangiles fondus en un seul récit, 1911.
- Sois bon soldat ! Conseils au jeune soldat et au conscrit par un vétéran de l'armée française
- Les Faux Prophètes du protestantisme ou la fausseté du protestantisme démontrée par ses auteurs et par son origine, A. Taffin-Lefort, 1921.
- Discours prononcé à Vendhuile, le 21 janvier 1896, sur la tombe de M. Albert Cornaille, maire de Vendhuile, décédé le 15 janvier 1896, Impr. Indépendant de la Somme, (1896).
- Marcolâtrie ou deux camps parmi les catholiques, 1919.
- A toi père, 1922.